# Kristian Bak Nielsen
Kristian Bak Nielsen, né le 20 octobre 1982 à Aaskov au Danemark, est un footballeur international et entraîneur danois.

## Palmarès
SC Heerenveen
- Vainqueur de la Coupe des Pays-Bas (1) : 2009

 FC Midtjylland
- Championnat du Danemark (1) : 2015